# Armadillidium corcyraeum
Armadillidium corcyraeum är en kräftdjursart som beskrevs av Karl Wilhelm Verhoeff 1901. Armadillidium corcyraeum ingår i släktet Armadillidium och familjen klotgråsuggor. Inga underarter finns listade i Catalogue of Life.